# Saint-Jean-de-Moirans
Saint-Jean-de-Moirans este o comună în departamentul Isère din sud-estul Franței. În 2009 avea o populație de 3.029 de locuitori.

## Evoluția populației
| An        | 1975  | 1982  | 1990  | 1999  | 2006  | 2009  |
| --------- | ----- | ----- | ----- | ----- | ----- | ----- |
| Populație | 1.409 | 1.896 | 2.399 | 2.680 | 2.918 | 3.029 |